# Том Палмер
Том Палмер (енгл. Tom Palmer; 27. март 1979) професионални је енглески рагбиста, који тренутно игра за Бенетон. Као малолетан тренирао је рагби у Кенији, Шкотској и на Новом Зеланду, јер су његови родитељи често мењали земље у потрази за бољим животом. Студирао је на универзитету у Лидсу. У каријери је играо за Јоркшир (190 утакмица, 105 поена), Воспсе (107 утакмица, 20 поена), Стад Франс (69 утакмица) и Глостер (22 утакмица), пре него што је лета 2015. потписао за Бенетон. Био је најмлађи капитен у историји екипе Јоркшира и један је од само четворице играча, који су одиграли преко 100 утакмица за Јоркшир. Са Воспсима је освојио титулу првака Европе 2007. и титулу првака Енглеске 2008. За репрезентацију Енглеске дебитовао је 16. јуна 2001. против САД, када је ушао са клупе уместо Стива Бортвика. Играо је на светском првенству 2011. Висок 200 цм, тежак 118 кг, укупно је за "црвене руже" одиграо 42 тест меча.